# Jolanta Klimek-Grądzka
Jolanta Urszula Klimek-Grądzka (ur. 9 maja 1976 w Nowym Sączu) – polska polonistka, slawistka i nauczycielka akademicka. Zainteresowania badawcze: historia języka polskiego, kresowe dialekty języka polskiego, leksykologia historyczna, etnografia i folklorystyka.

## Życiorys
Jolanta Klimek uzyskała maturę w I Liceum Ogólnokształcącym im. Jana Długosza w Nowym Sączu. W 1995 roku rozpoczęła studia polonistyczne na Katolickim Uniwersytecie Lubelskim Jana Pawła II (KUL). Studia ukończyła w czerwcu 2000 jako magister na podstawie pracy magisterskiej Fleksja „Ogrodu fraszek” Wacława Potockiego, napisanej pod kierunkiem prof. dr hab. Władysławy Książek-Bryłowej. Została zatrudniona jako asystentka, a następnie jako doktorant-stypendysta w Katedrze Języka Polskiego KUL, gdzie 9 marca 2005 uzyskała stopień naukowy doktora nauk humanistycznych w zakresie językoznawstwa na podstawie dysertacji „Roksolanki” Szymona Zimorowica. Studium stylistyczno-językowe, napisanej pod kierunkiem prof. dra hab. Władysława Makarskiego.
Na podstawie pracy habilitacyjnej Język XVII-wiecznych poloników kijowskich została 30 września 2014 doktorem habilitowanym nauk humanistycznych w zakresie językoznawstwa.
Jolanta Klimek-Grądzka prowadzi zajęcia ze studentami filologii polskiej i filologii słowiańskiej, głównie z przedmiotów historycznojęzykowych, na Wydziale Nauk Humanistycznych KUL. Jest członkiem Polskiego Towarzystwa Językoznawczego, Towarzystwa Naukowego KUL i Komisji Języka Religijnego przy Międzynarodowym Komitecie Slawistów oraz kuratorem Koła Językoznawczego Studentów Filologii Polskiej.
Od 1996 roku związana z Małopolskim Centrum Kultury Sokół jako tłumacz podczas Międzynarodowego Festiwalu Dziecięcych Zespołów Regionalnych „Święto Dzieci Gór” w Nowym Sączu.
11 czerwca 2021 została odznaczona Brązowym Krzyżem Zasługi za zasługi w działalności na rzecz rozwoju nauki.